# Исторический факультет Львовского национального университета имени Ивана Франко
Исторический факультет Львовского национального университета имени Ивана Франка — структурное подразделение Львовского национального университета имени Ивана Франка. Деканом факультета является д.и.н., доцент Сиромский Руслан (с 2022 года). Факультет размещается на третьем этаже главного корпуса
университета.

## Руководство
Декан факультета: д.и.н, доцент Сиромский Руслан Богданович

## История

### 1939-1941
Установление советской власти и начало второй мировой войны привели к значительным изменениям во Львовском университете. Все преобразования в университете производились по советским образцам. Одним из них явилось создание на базе кафедр бывшего гуманитарного факультета отдельного исторического факультета. Для организации факультета приглашены известные украинские ученые, среди которых ведущее место занимал выдающийся историк профессор Иван Крипякевич — фактический основатель факультета. К июню 1940 года в структуре факультета насчитывалось семь кафедр: классической археологии (заведующий – известный украинский археолог Я. Пастернак), древней истории (заведующий – проф. К. Маевский), истории средних веков (заведующий – известный украинский историк Емельян Терлецкий), истории УССР (заведующий – профессор Иван Крипьякевич), истории народов СССР (заведующий – В. Осечинский), истории нового времени (заведующий кафедрой Андрей Скаба), истории теории искусства (заведующий – проф. В. Подляха).

### 1941-1945
Во времена немецкой оккупации Львова университет не функционировал. Многие преподаватели и студенты были мобилизованы в Красную Армию. Многие из них погибли в ходе военных действий или в результате нацистского режима. Значительный ущерб понесла материальная база университета. После прихода советских войск 27 июля 1944 оккупантов из Львова началось возобновление деятельности университета. Уже через неделю, а именно 4 августа 1944 г. вышел первый приказ по университету. Все бремя возобновления деятельности исторического факультета легло на плечи проф. И. Крипьякевича, исполнявшего обязанности декана.
После изгнания польского населения из Львова и Восточной Галиции факультет покинул ряд профессорско-преподавательского состава.

### 1945-1991
В 1948—1949 годах состоялась структурная реорганизация факультета, в результате которой уменьшено количество кафедр: объединены кафедра истории западных и южных славян и кафедра истории нового времени на их базе создана кафедра истории нового времени и стран Востока (заведующий — И. Белякович ), просуществовавшей до 1952 г., когда из нее выделена кафедра истории южных и западных славян (заведующий — Дмитрий Похилевич). В 1949 году ликвидирована кафедра истории УССР. Возобновлена она в 1957 году (заведующим стал доцент Олег Цыбко). Объединены также кафедра истории древнего мира и археологии и кафедра истории средних веков. Новую кафедру истории древнего мира и средних веков возглавил профессор Иван Вейцковский.
С середины 50-х годов до распада СССР кафедральная структура факультета в целом оставалась неизменной в составе пяти кафедр: истории УССР, истории СССР, истории древнего мира и средних веков, новой и новейшей истории, истории южных и западных славян. В связи с тем, что в данном издании содержатся основательные очерки о кафедрах, не будем останавливаться на подробных итогах их деятельности.
В 1973 году состоялась громкая отставка декана факультета Челака Петра Петровича, возглавлявшего факультет с 1959 года. Причиной послужила политическая деятельность студентов факультета и ряда педагогов. В 1973 году факультет возглавил Чорний Владимир Павлович. Уже через три года декан снова покинул пост, а на его место был назначен Макарчук Степан Арсентьевич, возглавлявший факультет до 1994 года.

### С 1991
После провозглашения независимости УССР произошли некоторые изменения в деятельности факультета истории. В основном она связана с лишением коммунистически-марксистского взгляда на историю
В 1994 году факультет возглавил известный историк и нумизмат Шуст Роман руководил факультетом до 2019 года
После отставки Шуста факультет возглавил Степан Качараба, был руководителем подразделения до своей смерти в 2022 году.
В 2022 году новым деканом факультета истории был избран доцент Руслан Сиромский

## Деканы факультета
Белякевич, Иван Иванович 1950—1952;
Челак Петр Петрович 1959-1973
Чорний Владимир Павлович 1973-1976
Макарчук Степан Арсентиевич 1976-1994
Шуст Роман Марянович 1994-2019
Качараба Степан Петрович 2019-2022
Сиромский Руслан